# チンロン
チンロン（ビルマ語: ခြင်းလုံး, ビルマ語発音: [tɕʰɪ́ɴlóʊɴ], 英語: Chinlone）は、主にミャンマーで行われている伝統的な遊戯またはスポーツである。
路上などで広く娯楽（ワインチン）として行われており、見世物としての個人ショーが行われることもあり、また競技規則に則ったスポーツの試合としても行われる。 ビルマ語で「チン」は籠、「ロン」は球体を意味する。競技の名称だけでなく、競技で使用されるボールも意味するため、この項では便宜上ボールのことをチンロン球と表記する。「チン」のみで競技の名称やチンロン球を指すこともある。
伝統的なチンロン球のサイズは直径約13cm・円周約40cmである。トウ(籐)を幅3mm、長さ3mの紐状に裂き、6本または10本どりで球形に編む。中空で重量は約100gであり、トウ紐の間には五角形の穴が12ヶ所できる。

## 歴史

### 起源と成立
5世紀から7世紀ごろ、現在のミャンマー地域に居住したピュー族はチンロンに似た遊戯を行っていたとされ、タイェーキッタヤーで発見された遺跡からは銀製のチンロン球が出土している。1782年、イタリアから王都インワに布教活動にやってきたローマ・カトリック教会のサンジェルマーノ神父は「竹を細く切って作った球体を手で打たずに足でける遊び方も存在している。この遊びに若者たちは多くの時間を費やし、一緒に蹴って遊んでいる」と記している。この時代のチンロン球は現在のようなトウ（籐）製ではなく、竹やヤシ繊維製だったとされている。1870年代中頃、イギリス人医師のC・A・ゴードンは「四人のビルマ人がチンロンを蹴って遊んでいるのを見た。私たちのいうサッカーのように、彼らは機敏に蹴って遊んでいた。私が目にした球体はトウで作られた中空の球形である」と記し、遊戯の形態やルールなども記している。

### 役割の変容
1910年以前のチンロンは主に疲労回復のための遊戯として行われていたが、やがて僧侶の葬儀などの仏教行事や王に関連する祭りなどの余興にもなった。1910年、ヤンゴン高校の運動会で初めて得点制度が提案され、それまで遊戯や娯楽とされてきたチンロンに競争/勝敗の要素が加わった。1916年にはヤンゴン大学のスポーツ大会でチンロンの試合が行われ、チンロンに初めてスポーツの概念が取り入れられたといえる。
イギリス統治下のビルマではチンロンは社会的地位の低い人々の遊戯であるとされ、「利己的なゲーム」「わがままなゲーム」であるとして学校内でのプレーが禁止されることもあった。しかし1925年、保健員、地租査定官、教師、銀行員など社会的地位が比較的高い人々が集まってマンダレーに「仏教徒チンロンチーム」が設立された。仏教徒チンロンチームは「会費でのチーム運営」や「同一のユニフォーム着用」などを行い、夜間もプレーできるチンロン場を建設した。その後はミンチャン、サガイン、シュウェボ、チャウセ、アマヤプラなどの都市にもチンロンチームが作られ、娯楽や疲労回復などに加えて健康増進なども目的として行われた。1930年または1931年には、ミャンマー全土におけるチンロンのルールの統一を目指した「ヤンゴン中央チンロンチーム」が設立された。ヤンゴン中央チンロンチームは各都市のチーム代表者が集まった会議を主導し、1934年には競技規則が明文化されたが、この際の規則の多くは継続されることなく消滅している。遊戯だった頃のチンロンの行い手はビロードの短パン、ロンジー（伝統的な巻きスカート）、絹のスカーフ、ガウンバウン（伝統的な帽子）を着用してプレーしていたが、1930年代半ばにはロンジーやガウンパウンの着用禁止、半ズボンの着用が取り決められた。
1941年にはビルマスポーツ連盟が主催する全国運動会がBAAスタジアムで開催され、初めて種目の中にチンロンが加えられた。これはチンロン初の全国大会であり、政府によってスポーツのひとつに認められた。第二次世界大戦後の1947年にはビルマ・オリンピック・スポーツ委員会が設立され、アマチュア・チンロン連盟も委員会に加盟した。1953年にはビルマ政府が主導し、各地方の代表者が集った会議によって競技規則の制定が行われた。

### 他国との関わり
1911年にはひとりのチンロン選手が欧米各国でチンロンの技術を披露して回り、欧米人たちは文献以外で初めてチンロンに触れた。1924年の大英帝国博覧会でもミャンマーから派遣されたチンロンチームがチンロンの技術を披露しており、ウー・ロー・ポーはつま先・肩・膝・脛などを使って6個のチンロン球を同時に扱ったとされる。1955年にはビルマのサッカーチームが日本（東京と大阪）と中国に遠征して試合を行っているが、サッカー選手たちは各都市でチンロンの紹介も行った。1959年には第1回東南アジア競技大会（タイ）でチンロンが紹介されたが、この時にはビルマに加えて、タイ、ベトナム、ラオス、カンボジア、マレーシア、シンガポールなどでもチンロンを行う習慣があったことが知られている。1960年にはビルマのサッカーチームとチンロンチームが約1ヶ月かけて中国遠征を行い、サッカーの試合の合間にチンロンの技術を披露した。北京、西安、南京、上海、広東、昆明の6都市を回り、中国遠征に加わった選手は「北京帰り」という称号で紹介された。

### 現代のチンロン
1950年代半ばには、競技チームにチームごとのユニフォームカラーが導入され、都市名やチーム名がユニフォームに記載されるようになった。1953年に制定された競技規則は政府が派遣したオーガナイザーによって各地域に広められ、1960年以降にはプレーの際に靴を履くことが定着した。1958年にはすべての公立学校で教育にチンロンを取り入れるように指示が出されたが、これは伝統文化の保護の意味合いもあった。1950年代以降には学校・軍隊・警察などで数多くのチンロン大会が開催されている。2006年にはカナダ人のグレッグ・ハミルトン監督によって『Mystic Ball』（邦題『ミスティック・ボール』）というドキュメンタリー映画が公開された。政治的な要素を極力排し、監督自身がミャンマーで現地の人と交流しながら心を通わせていくドキュメンタリーである。

## 形式

### 競技
ここでは一般的な6種類競技の規則を示す。4種類競技、8種類競技、10種類競技などでは規則が異なる。試合時間は計45分間であり、第1ラウンドから第9ラウンドまで各5分間である。1チームの人数は6人であり、控え選手が2人である。競技空間の中央には黒点が描かれ、その周囲に直径12フィートの内円、直径22フィートの外円が示される。外円までが競技空間である。審判は定められた時間や蹴り方を正確に行っているかどうかなどを見極め、プレー中にチンロン球を地面に落とした場合、プレー中に競技空間の線を超えた場合などに減点が行われる。
第1ラウンドと第2ラウンドと第4ラウンドと第7ラウンドでは選手ひとりひとりが異なる技を行う。第3ラウンドと第6ラウンドでは6人が同じ技を行う。第5ラウンドと第8ラウンドと第9ラウンドでは選手ひとりが異なる技を連続して行う。ラウンドごとにポイントが加算されていき、最終的なポイントの合計で順位を争う。
チン＝ウ・バティンは1947年にブタリンに誕生したチームが女子チンロンチームの先駆けであるとしており、土橋泰子は1954年にヤンゴンに初めて女性にチンロンを教える場所が開設されたとしている。いずれにしても、チームを編成するだけの人数を女性だけで集めるのは困難であり、女性がプレーする際は男子チームに加わることが多いが、全国的に見ても女性の競技選手は少ない。

### 個人ショー
競技大会の休憩時、祭りの最終時間帯などに見世物としてのチンロン（個人ショー）が行われることがある。チンロン球の他に縄跳び、踏み台、リボン、瓶、大小の輪などが用いられ、競技とは異なる娯楽性を強調している。個人ショーはイギリス統治時代にサーカスの演目に加わったことが起源とされ、現在では観光客相手の伝統芸能ショーにも組み込まれている。女性の競技人口が少ない一方で、個人ショーを行う選手の多くは女性である。

### ワインチン
競技や見世物などではなく、人々の娯楽としてのチンロンはワインチン（輪）と呼ばれる。プレー時間やプレー人数などを柔軟に変更し、純粋にプレーを楽しむことを目的としている。近代スポーツに見られる勝利至上主義とは大きく異なる、ワインチンの「綺麗に、上手に蹴ること」「一緒にプレーする仲間と協力して支え合うこと」が重要であるとする考え方には、ミャンマーで広く信仰されている仏教の教えによる影響が指摘されている。

## 類似のスポーツ
チンロンは世界中で行われているフットボール競技の一種である。東南アジアではチンロンの他にも、タイのセパタクロー、マレーシア・シンガポール・インドネシアのSepak Raga、フィリピンのSipa、ラオスのKator、ベトナムのDa Cauなどのようにボールを足で蹴って行うスポーツがある。

## 技術

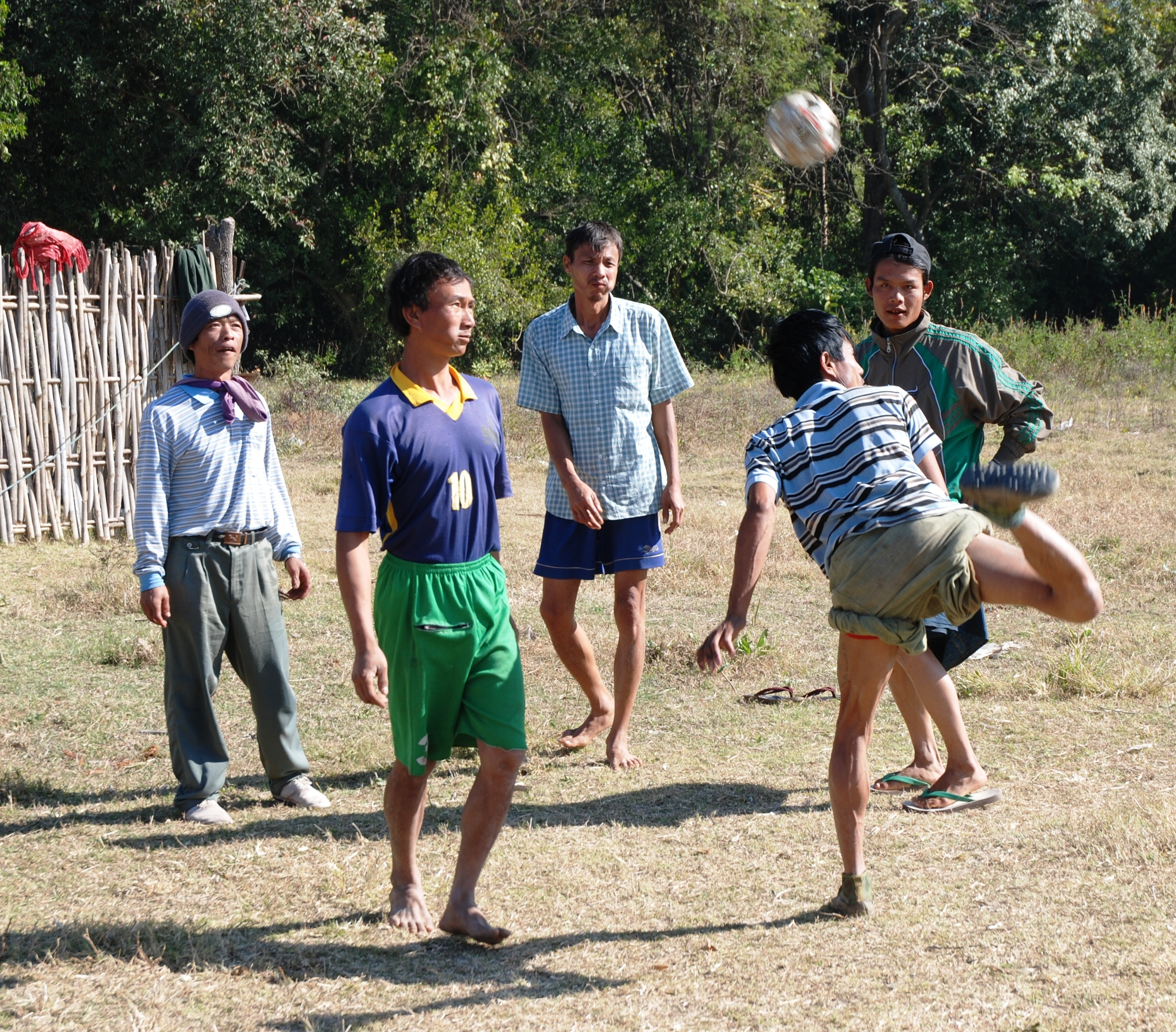
右前の男性がポワア(足裏)でチンロン球を蹴り上げた場面。

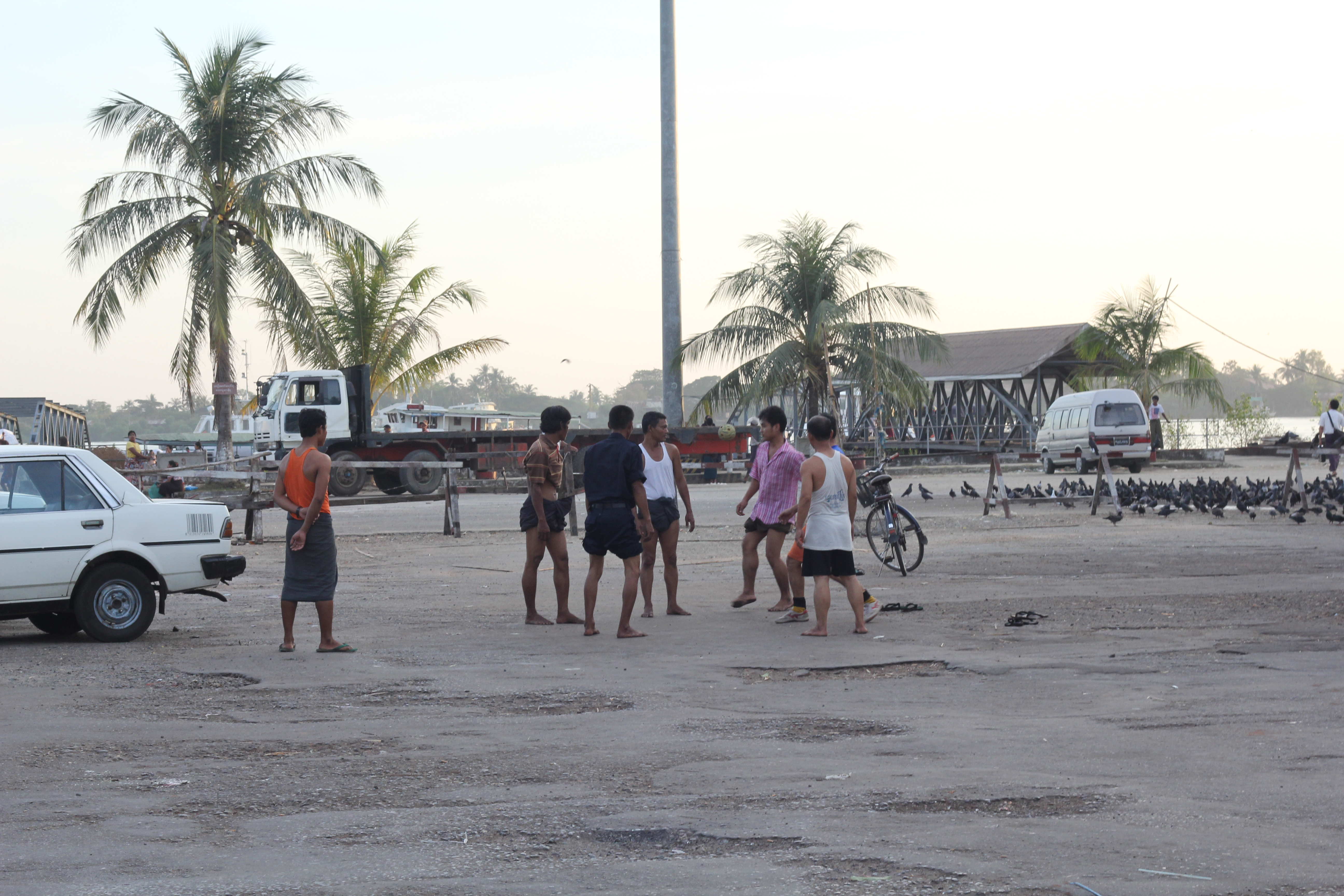
港近くで行われているチンロン。ひとり以外は靴を脱いでプレーしている。

### 蹴る部位による区分
競技としてのチンロンでは以下に挙げる6つの部位でチンロン球を蹴ることが基本となる。肩、頭、背中、尻、肘、脛で蹴ることもあるが、あくまでも補助的な蹴り方である。しかし、個人ショーやワインチンなどで見世物や娯楽として行われる場合には、肩や頭などの部位が使用されることも多い。
1 チービャー（つま先）
チービャーとは足の指を上向きにそらせた際にできる窪みの部分である。トゥーキックとインステップキックの中間である。
2 チークイン（内足）
インサイドキックである。
3 ドゥー（膝）
膝頭に近い腿の部分である。
4 ポワア（足裏）
足裏の前方部である。右足で蹴る際には、上体を大きく左にひねり、左足の後ろから右足を90度以上曲げた上で蹴りあげる。
5 パナウ（踵）
ヒールキックである。
6 パミャ（外足）
アウトサイドキックである。

### 蹴り方による区分
- A 持ち上げるような蹴り方
- B 普通の蹴り方
- C 引くような蹴り方
- D キャッチしてから（受け止めてから）押し出すような蹴り方